# Балханов, Гавриил Иванович
Гавриил, Иванович Балханов – доктор философских наук, профессор, ректор ВСГИК с 1990 г. по 1995 г., заслуженный деятель науки Республики Бурятия и Российской Федерации, заслуженный работник Высшей школы Российской Федерации.

## Биография
Балханов, Гавриил Иванович  родился 26 сентября 1934 г. в деревне Хоргелок Иркутской области.
В 1941 году пошёл в начальную школу, после её окончания поступил в Верхне-Единскую семилетнюю школу, затем в Боханское педагогическое училище.
В 1954 году, после окончания училища, Балханов год проработал учителем русского языка и литературы в Орликской средней школе Бурятской АССР.
В 1955 году был призван в армию, где прослужил 3 года.
После окончания службы Балханов поступил в Иркутский государственный университет, затем в аспирантуру.
После учебы устроился работать в Укырскую школу, сначала учителем, потом завучем, директором школы, инспектором райОНО и окрОНО.
В 1972 году защитил кандидатскую диссертацию на тему: «Роль пропаганды марксистско-ленинской теории в политическом воспитании отсталых народов», получив степень кандидата философских наук.
В 1980 году Балханов был избран заведующим кафедрой философии Восточно-Сибирского государственного института культуры.
В 1985 году он защитил докторскую диссертацию на тему: «Политическая пропаганда в системе идеологической деятельности. Историко-социологический анализ на материалах Бурятской АССР, Агинский и Усть-Ордынского бурятских автономных округов».
В 1986 году Балханов получил звание профессора.
В 1990 году Балханов был избран ректором Восточно-Сибирского государственного института культуры, на этой должности он проработал до 1995, по завершении оставшись преподавать в ВСГИК.
Умер 18 февраля 2022 года в Улан-Удэ.